# Saison 1 de Life Unexpected
Chronologie
Saison 2
Cet article présente le guide des épisodes de la première saison de la série télévisée Life Unexpected.
Après avoir été placée de famille d'accueil en famille d'accueil, Lux, âgée de seize ans décide de demander son émancipation.
Cependant, après de longues recherches, elle retrouve ses parents. Tout juste âgée de 32 ans, sa mère, Cate, est une animatrice de radio célèbre sur le point de se marier et son père, Baze, qui comme Cate était adolescent lors de la conception de Lux, est propriétaire d'un bar. 
Le juge décide de laisser Lux à ses parents biologiques. 
Une nouvelle vie commence. 

## Distribution

### Acteurs principaux
- Brittany Robertson (VF : Camille Donda) : Lux Cassidy
- Shiri Appleby (VF : Fily Keita) : Cate Cassidy
- Kristoffer Polaha (VF : Guillaume Lebon) : Nathaniel « Baze » Bazile
- Kerr Smith (VF : Antoine Nouel) : Ryan Thomas
- Austin Basis (VF : Taric Mehani) : Math Rogers

### Acteurs récurrents
- Reggie Austin (VF : Sidney Kotto) : Jamie
- Ksenia Solo (VF : Jessica Monceau) : Natasha
- Rafi Gavron (VF : Alexandre Nguyen) : Bug
- Lucia Walters (VF : Martine Irzenski) : Fern
- Austin Butler (VF : Tony Marot) : Jones Mager
- Erin Karpluk (VF : Valérie Nosrée) : Alice
- Robin Thomas (VF : Jean Barney) : M. Bazile
- Alexandra Breckenridge (VF : Philippa Roche) : Abby Cassidy
- Cynthia Stevenson (VF : Marie-Frédérique Habert) : Laverne Cassidy
- Rhys Williams (VF : Donald Reignoux) : Gavin
- Shannon Chan-Kent (VF : Geneviève Doang) : Brynn
- Brittney Wilson (VF : Kelly Marot) : Casey
- Susan Hogan (VF : Françoise Pavy) : Ellen Bazile

## Épisodes

### Épisode 1:Il était une fois
- États-Unis : 18 janvier 2010
- France : 7 novembre 2010 sur Canal+ Family[1],[2]
- Québec : 30 mai 2012 sur Séries+[3]

- États-Unis : 2,83 millions de téléspectateurs (première diffusion)

### Épisode 2:Examen d'entrée
- États-Unis : 25 janvier 2010
- France : 7 novembre 2010
- Québec : 30 mai 2012

- États-Unis : 2,17 millions de téléspectateurs (première diffusion)

- Rafi Gavron (Bug)
- Ksenia Solo (Natasha Siviac)

### Épisode 3:Valeurs familiales
- États-Unis : 1er février 2010
- France : 7 novembre 2010
- Québec : 6 juin 2012

- États-Unis : 2,07 millions de téléspectateurs (première diffusion)

- Robin Thomas (Jack Bazile)
- Susan Hogan (Ellen Bazile)
- Cynthia Stevenson (Laverne Cassidy)
- Alexandra Breckenridge (Abby Cassidy)

### Épisode 4:La Lampe bang
- États-Unis : 8 février 2010
- France : 14 novembre 2010
- Québec : 6 juin 2012

- États-Unis : 2 millions de téléspectateurs (première diffusion)

- Merrilyn Gann (Principal Dugan)

### Épisode 5:Rien ne sert de courir
- États-Unis : 15 février 2010
- France : 14 novembre 2010
- Québec : 13 juin 2012

- États-Unis : 1,8 million de téléspectateurs (première diffusion)

- Austin Butler (Jones)

### Épisode 6:Petits Arrangements avec la vérité
- États-Unis : 22 février 2010
- France : 21 novembre 2010
- Québec : 13 juin 2012

- États-Unis : 1,94 million de téléspectateurs (première diffusion)

- Austin Butler (Jones)
- Rafi Gavron (Bug)

### Épisode 7:Concours de circonstances
- États-Unis : 1er mars 2010
- France : 21 novembre 2010
- Québec : 20 juin 2012

- États-Unis : 1,78 million de téléspectateurs (première diffusion)

- Ksenia Solo (Natasha Siviac)

### Épisode 8:L'habit ne fait pas la mariée
- États-Unis : 8 mars 2010
- France : 28 novembre 2010
- Québec : 20 juin 2012

- États-Unis : 1,94 million de téléspectateurs (première diffusion)

- Austin Butler (Jones)

### Épisode 9:Bal d'hiver
- États-Unis : 15 mars 2010
- France : 28 novembre 2010
- Québec : 27 juin 2012

- États-Unis : 2,08 millions de téléspectateurs (première diffusion)

- Austin Butler (Jones)

### Épisode 10:Évaluation générale
- États-Unis : 22 mars 2010
- France : 5 décembre 2010
- Québec : 27 juin 2012

- États-Unis : 1,88 million de téléspectateurs (première diffusion)

- Rafi Gavron (Bug)

### Épisode 11:Avis de tempête
- États-Unis : 29 mars 2010
- France : 5 décembre 2010
- Québec : 4 juillet 2012

- États-Unis : 1,97 million de téléspectateurs (première diffusion)

- Austin Butler (Jones)
- Reggie Austin (Jamie)
- Alexandra Breckenridge (Abby Cassidy)

### Épisode 12:Test de paternité
- États-Unis : 5 avril 2010
- France : 12 décembre 2010
- Québec : 4 juillet 2012

- États-Unis : 1,73 million de téléspectateurs (première diffusion)

- Peter Horton (Gordon)
- Rafi Gavron (Bug)

### Épisode 13:Rêves de petites filles
- États-Unis : 12 avril 2010
- France : 12 décembre 2010
- Québec : 11 juillet 2012

- États-Unis : 1,8 million de téléspectateurs (première diffusion)